# Ainhize-Monjolose
Ainhize-Monjolose (en francès i oficialment Ainhice-Mongelos), és una comuna de la Baixa Navarra, un dels set territoris del País Basc, al departament dels Pirineus Atlàntics i a la regió de la Nova Aquitània. Limita amb les comunes de Landibarre it Suhuskune al nord, Larzabale-Arroze-Zibitze a l'est, Jatsu a l'oest, i Buztintze-Hiriberri, Gamarte i Lakarra al sud.

## Demografia
| 1901 | 1962 | 1968 | 1975 | 1982 | 1990 | 1999 |
| --- | ---- | ---- | ---- | ---- | ---- | ---- |
| 327 | 230  | 226  | 199  | 179  | 173  | 175  |
| A partir de 1962, el cens té en compte la població resident definida com a "Population sans doubles comptes" per l'INSEE |      |      |      |      |      |      |